# 和知喜八
和知 喜八（わち きはち、1913年4月25日 - 2004年10月23日）は、東京出身の俳人。東京府町田町（現町田市）生。中央大学法学部法学科卒、日本鋼管（現JFEスチール、JFEエンジニアリング）に務める。1937年、「馬酔木」に投句。当初は樹峰と号した。1940年、加藤楸邨の「寒雷」創刊に参加。1952年、「寒雷」同人。1958年、職場俳句の仲間とともに「響焔」を創刊。1963年に休刊したが、1969年に復刊。1970年、「寒雷」清山賞受賞。1975年、「響焔」主宰に就任。1998年、高齢となったため「響焔」主宰を退き名誉主宰に就任。同年、現代俳句協会名誉会員。2004年、第4回現代俳句大賞受賞。同年、心不全により滋賀県草津市の病院で死去。91歳。

## 句集
- 和知喜八句集（1970年、白灯書房）
- 同齢（1976年、響焔俳句会）
- 羽毛（1982年、同上）
- 川蝉（1990年、紅書房）
- 父の花火（1997年、同上）
- 五階の月（2007年、同上）
- 和知喜八全句集（2013年、同上）